# Саккырырский район
Саккырырский район — упразднённая административно-территориальная единица в составе Якутской АССР, существовавшая в 1931—1963 годах. Административный центр — село Батагай-Алыта.

## Население
По данным переписи 1939 года в Саккырырском районе проживало 2255 чел., в том числе якуты — 45,5 %, эвены — 39,8 %, русские — 12,9 %. По данным переписи 1959 года в Саккырырском районе проживало 2595 чел.

## История
Саккырырский район был образован 17 января 1931 года в составе Якутской АССР.
По данным 1945 года район включал 4 сельсовета: Верхне-Бытантайский, Ламыяхинский, Нижне-Бытантайский и Тюгасирский.
В 1963 году Саккырырский район был упразднён, а его территория между Кобяйским и Верхоянским районами.